# La memoria del topo
La memoria del topo (in originale The Black Echo) è il primo romanzo dello scrittore statunitense Michael Connelly, pubblicato nel 1992; è anche il primo della serie avente come protagonista il detective della squadra omicidi del Los Angeles Police Department Harry Bosch.
Il libro vinse nel 1993 l'Edgar Allan Poe Award per il miglior primo romanzo; sempre nel 1993 è stato finalista al Premio Dilys.

## Titolo originale
Bosch prestò servizio nella guerra del Vietnam come "topo dei tunnel" con la 1a divisione di fanteria, un soldato specializzato il cui compito era quello di addentrarsi nel labirinto di tunnel utilizzati come caserme, ospedali e, in alcune occasioni, obitori, dai guerriglieri Vietcong e dall'esercito nordvietnamita. "L'eco nera", a cui allude il titolo originale in lingua inglese, era uno slogan sviluppato da Bosch e da molti altri soldati della sua unità, riferendosi all'atmosfera unica di paura e incertezza che sperimentavano sottoterra.

## Trama
(Michael Connelly, La memoria del topo, trad. di Maria Clara Pasetti)
Veterano di guerra, dopo aver prestato servizio nella guerra del Vietnam, Harry Bosch si arruola nel Dipartimento di Polizia di Los Angeles e viene infine promosso alla Divisione Rapine e Omicidi (RHD, acronimo in lingua inglese). Tuttavia, dopo aver ucciso il principale sospettato del serial killer detto Bambolaio, o "Fabbricante di Bambole",, Bosch viene punito, retrocesso alla sezione omicidi della Divisione di Hollywood, dove a volte lavora in coppia con il detective Jerome "Jerry" Edgar, suo partner.
Hollywood, domenica 20 maggio. Il detective Harry Bosch riceve una chiamata notturna: il cadavere di un uomo è stato ritrovato all'interno di una tubatura, lungo la strada della diga del Mulholland. Il nuovo caso sembra semplice: un tossicodipendente morto di overdose. Ma l'assenza di impronte all'interno del condotto ed un dito spezzato post-mortem, portano l'investigatore a sospettare che le cose siano andate diversamente da come appaiano.
Mentre il coroner analizza il corpo della vittima, Bosch nota un tatuaggio rosso e blu sul braccio: un topo, sorridente e ritto sulle zampe posteriori, con una pistola in una zampa e una bottiglia nell'altra. Il detective riconosce l'uomo morto grazie a quel tatuaggio: la vittima si chiamava Billy Meadows ed in Vietnam era stato un commilitone di Bosch, un topo di galleria.
Le prime indagini mettono in luce anche il collegamento con uno spettacolare furto nel caveau di una banca di Los Angeles, avvenuto alcuni mesi prima, perciò per arrivare a fare chiarezza su entrambi i casi sarà necessaria una stretta collaborazione fra polizia e agenti dell'FBI.

## Edizioni italiane
- La memoria del topo, trad. di Gianni Montanari, Collana Giallo & nero, Bresso (Milano), Hobby & Work Italiana Editrice, 1997, ISBN 978-88-713-3381-6, pp.348.
- La memoria del topo, traduzione di Maria Clara Pasetti, Casale Monferrato, Piemme, agosto 2001,  pp. 408, ISBN 978-88-384-5168-3. - Collana Mini Pocket, Piemme, 2002, ISBN 88-384-7804-X; Collana Maestri del thriller, Piemme, 2004, ISBN 8838482616; Collana Bestseller, Piemme, 2007, ISBN 88-38-471-97-5; Collana Pickwick, Piemme, 2013, ISBN 978-88-683-6645-2; 2022, ISBN 88-56-688-01-8; Collezione Harry Bosch n.1, in allegato a Gente, Milano, Gente Compiega Narrativa-Hearst Magazines Italia, 3 luglio 2025.
- Harry Bosch Collection: La memoria del topo. Ghiaccio nero. La bionda di cemento, collana Piemme Pocket, traduzione di Maria Clara Pasetti, Casale Monferrato, Piemme, 2005, ISBN 978-88-384-1073-4.